# Ротман, Ральф
Ральф Ротман (нем. Ralf Rothmann, 10 мая 1953, Шлезвиг) — немецкий писатель, поэт и драматург.

## Биография
Вскоре после рождения сына семья Ротманов переехала из Шлезвига в Оберхаузен, где отец будущего писателя получил работу на угольном производстве. По окончании школы Ральф поступил в профессиональное училище, чтобы освоить мастерство каменщика. Затем некоторое время работал поваром, санитаром и сотрудником типографии. В 1976 году переезжает в Берлин. В 1984 году выходит первая книга Ротмана, поэтический сборник «Царапина» (нем. Kratzer), а в 1991 — дебютный роман «Телец» (нем. Stier).

## Творчество
Основной чертой творчества Ральфа Ротмана является автобиографичность: в основе сюжетов многих рассказов и романов лежат события и наблюдения из жизни автора. Традиционно произведения писателя делят на два цикла: «рурский» и «берлинский». Романы «рурского» цикла повествуют о судьбах людей, живущих в Рурской области и по времени соотносятся с 60-ми и 70-ми годами XX века. Основные темы, которые затрагивает здесь автор — социальные проблемы, проблемы творческой личности, взросления, поиска места в жизни и др. В «берлинском» цикле рисуется картина жизни маленького человека в большом и пестром городе.
Своим литературным учителем Ротман называет немецкого писателя Кристофа Мекеля.
На русский язык переведены два романа: «Жара» и «Юный свет».

## Произведения

### Романы
- 2015 — «Умереть весной» (нем. Im Frühling sterben)

#### Рурский цикл
- 1991 — «Телец» (нем. Stier)
- 1994 — «Лесная ночь» (нем. Wäldernacht)
- 2000 — «Молоко и уголь» (нем. Milch und Kohle)
- 2004 — «Юный свет» (нем. Junges Licht)

#### Берлинский цикл
- 1998 — «Беги, мой друг!» (нем. Flieh, mein Freund!)
- 2003 — «Жара» (нем. Hitze)
- 2009 — «Огонь погас» (нем. Feuer brennt nicht)

### Малая проза
- 1986 — «Лезвие ножа» (нем. Messers Schneide)
- 1988 — «Рыба на ветру» (нем. Der Windfisch)
- 2001 — «Зима среди оленей» (нем. Ein Winter unter Hirschen)
- 2006 — «Косули у моря» (нем. Rehe am Meer)
- 2012 — «Куры Шекспира» (нем. Shakespeares Hühner)
- 2013 — «Звезды в глубине» (нем. Sterne tief unten)

### Поэзия
- 1987 — «Царапина» (нем. Kratzer und andere Gedichte)
- 2000 — «Молитва на руинах» (нем. Gebet in Ruinen)

### Пьесы
- 1997 — «Берлинский блюз» (нем. Berlin Blues)

## Награды
- 1986 — Литературная стипендия Меркиша
- 1992 — Премия Мары Кассенс
- 1992/1993 — Премия писателей Бергена
- 1996 — Литературная премия Рурской области
- 2001 — Премия Германа Ленца
- 2002 — Кранихштайнская литературная премия
- 2003 — Evangelischer Buchpreis
- 2004 — Литературная премия Вильгельма Раабе
- 2004 — Литературная премия Рейнгау
- 2005 — Премия Генриха Бёлля
- 2006 — Премия Макса Фриша
- 2007 — Премия Эрика Регнера
- 2008 — Литературная премия фонда Конрада Аденауэра
- 2008 — Премия Ганса Фаллады
- 2010 — Премия Вальтера Ганзенклевера
- 2013 — Премия Фридриха Гёльдерлина
- 2014 — Премия Немецкой католической церкви в области культуры и искусства